# Фізична травма

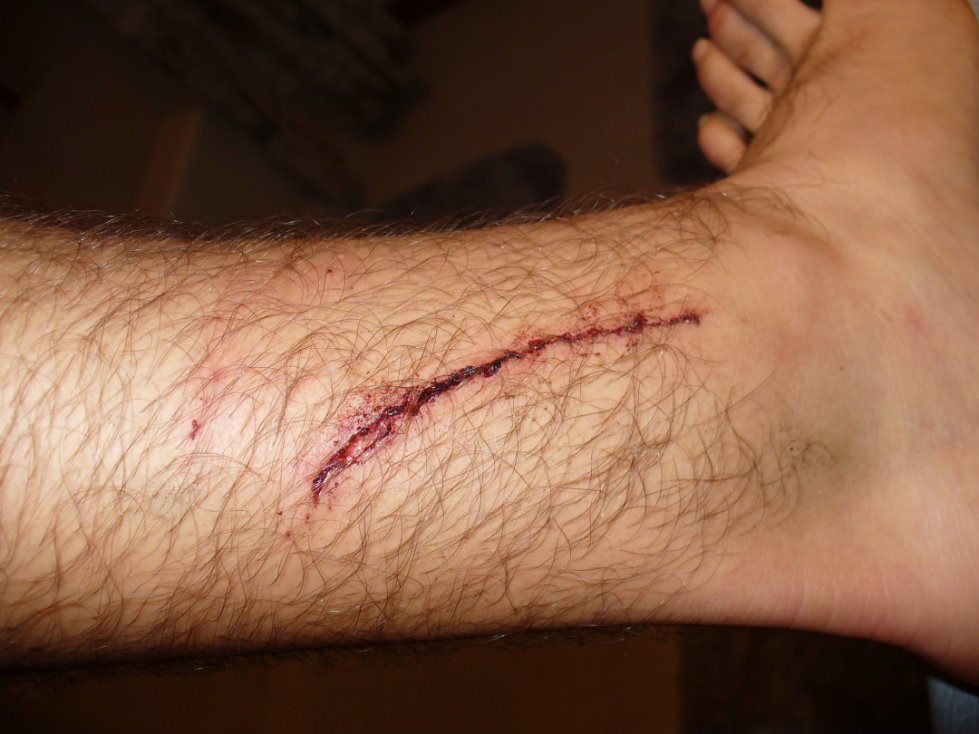
Рана на нозі

Фізична травма — пошкодження тканин або органів тіла внаслідок удару, поранення, опіку тощо. Це пошкодження організму або окремих органів зовнішнім впливом.

## Класифікація
Види травм: 
- За відношенням до шкірних покривів:
  - Відкриті — пошкоджені покрови організму.
  - Закриті — шкіра та слизові оболонки залишаються цілими.
- За основним ушкоджуючим фактором:
  - механічні
  - термічні
  - хімічні
  - електричні
  - поєднані
  - та ін.

Виробнича травма — травма, отримана людиною внаслідок впливу виробничих чинників.
Побутова травма — травма, отримана людиною поза виробництвом.
Кримінальна травма — травма, отримана внаслідок дій, які визначені у кримінальному кодексі.
- Забій — пошкодження м'яких тканин, що розвиваються при різкому стисканні тканин між твердими поверхнями.
- Розтягнення — це обмежене ушкодження зв'язувального апарата, наприклад суглоба, при якому під дією зовнішньої сили відбувається надмірне розтягення зв'язок суглоба, при цьому, зазвичай, частина волокон рветься.
- Розрив м'яких тканин — пошкодження тканин у результаті дії протилежно спрямованих сил, з порушенням їхньої анатомічної безперервності.
- Вивих
- Перелом кістки(-ок)